# (1878) Hughes
(1878) Hughes ist ein Asteroid des Hauptgürtels, der am 18. August 1933 vom belgischen Astronomen Eugène Joseph Delporte in Ukkel entdeckt wurde.
Der Asteroid ist nach dem Sohn von Mireille Demiddelaer benannt, einer Enkelin des Entdeckers.